# Miota flavidicornis
Miota flavidicornis är en stekelart som först beskrevs av Jean-Jacques Kieffer 1910.  Miota flavidicornis ingår i släktet Miota, och familjen hyllhornsteklar. Arten är reproducerande i Sverige.